# Station Finchley Road & Frognal
Finchley Road & Frognal is een spoorwegstation van London Overground aan de North London Line. 